# Franck Evin
Franck Evin (geboren 1960 in Nantes) ist ein französischer Lichtdesigner.

## Leben und Werk
Franck Evin ging im Alter von 19 Jahren nach Paris, um Klavier zu studieren. Während des Studiums begleitete er Sänger im Café Theatre Le Connetable begleitet und begann, sich für Beleuchtung zu interessieren. Nach einem enttäuschenden Vorspiel bei Eliane Richepin entschied er sich für die Kombination aus Musik und Technik. 1983 erhielt er ein Stipendium des französischen Kultusministeriums und wurde Assistent des Beleuchtungschefs an der Opéra National de Lyon. Dort arbeitete er unter anderem mit Regisseuren wie Robert Wilson und Ken Russel zusammen.
Ab 1986 war er am Schauspielhaus Düsseldorf als selbstständiger Lichtdesigner tätig – unter anderem für den Regisseur Werner Schroeter und den Dirigenten Eberhard Kloke, der damals ungewöhnliche Musikprojekte in Industriearchitektur konzipierte. Es folgten Produktionen in Paris, Lyon, Nantes, Straßburg, Montpellier, Bochum, Bonn, Brüssel, Wien und Los Angeles. 1993 legte Evin die Prüfung als Beleuchtungsmeister ab.
Zu Beginn der Spielzeit 1995/96 trat er die Funktion des Künstlerischen Leiters der Beleuchtungsabteilung an der Komischen Oper Berlin an und leuchtete dort Neuproduktionen von Harry Kupfer, Calixto Bieito, Andreas Homoki, Peter Konwitschny, Barrie Kosky, Hans Neuenfels und anderen aus. In Berlin entwickelte sich auch eine enge Zusammenarbeit mit Andreas Homoki, der 2007 Intendant der Komischen Oper wurde. Gemeinsam mit Homoki entstanden unter anderem die Richard-Strauss-Produktionen Capriccio und Frau ohne Schatten an De Nederlandse Opera in Amsterdam, Tschaikowskis Eugen Onegin in Berlin und Mozarts Le nozze di Figaro in Tokio. Parallel dazu arbeitete Evin als Gast zahlreicher Opernhäuser, darunter Oslo, Kopenhagen und Stockholm, München, Graz und die Opéra Bastille in Paris, die Scala in Mailand und das La Fenice in Venedig sowie die Vlaamse Opera in Gent und Antwerpen.
Als Homoki als Intendant an das Opernhaus Zürich wechselte, folgte ihm Evin 2012 und hat dort seitdem die Position des künstlerischen Leiters der Beleuchtungsabteilung inne.
Neben seiner Tätigkeit in Zürich übernahm er verschiedene Arbeiten an bekannten Bühnen. So war er von 2010 bis 2015 mehrfach zu Gast bei den Bayreuther Festspiele, zunächst für Hans Neuenfels’ Neuinterpretation des Lohengrin (aufgezeichnet für das Fernsehen), dann 2011 für einen neuen Tannhäuser (Regie: Sebastian Baumgarten) sowie von 2017 bis 2021 für Die Meistersinger von Nürnberg. (Regie: Barrie Kosky).
2014 gastierte er erstmals an der Wiener Staatsoper – mit Andreas Homokis Neuinszenierung von Wagners Lohengrin und 2015 erstmals am Theater an der Wien – für Bellinis La straniera (Regie: Christof Loy). 2016 debütierte er bei den Salzburger Festspiele mit einer Faust-Neuproduktion im Großen Festspielhaus. Inszenierung, Bühnenbild und Kostüme werden von Reinhard von der Thannen übernommen. 2022 übernahm er das Lichtdesign für Madama Butterfly auf der Seebühne bei den Bregenzer Festspielen (Regie: Andreas Homoki).
Evin ist Lehrbeauftragter für Lichtgestaltung, Lichttechnik und Farblehre am Department Bühnen- und Kostümgestaltung der Universität Mozarteum Salzburg.

## Auszeichnung
- 2006: Deutscher Bühnenpreis Opus in der Kategorie Lichtdesign[3] – für Così fan tutte (Regie: Peter Konwitschny) an der Komischen Oper Berlin

## TV-Portrait
- ZDFtheaterkanal: Die Theatermacher, Folge 12: Lichtdesigner. Erstausstrahlung am 4. April 2010[7]